# 工艺美术
工艺美术（英語：Crafts）是指以日常生活用品或装饰品为媒介的美术，例如餐具、灯具、文具、家具、纸艺、编织、绣、结艺、首饰、家居饰品、陶器、瓷器、玉器等等。有的工艺美术制品，其主要功能仍为日常使用，例如餐具、家具等，其审美价值只是其附加价值；但也有的工艺美术制品的主要功能为满足人们的审美需要，如瓷器及各种装饰品等，其中，主要功能为承载工艺美术而供人欣赏的制品被称为工艺品。
工艺美术的制品依其具体形式的不同，有不同的制作方式。有的工艺美术制品为手工制造，也有的为工业化制造。但工业制造的产品并不都被称为工艺美术制品，只有那些保留手工艺制品的相对复杂的艺术设计和审美价值的产品才被称为工艺美术制品，而注重实用功能和简洁设计的普通工业制品则不被称为工艺美术制品。